# بوتا-بوته
بوتا-بوته (به لاتین: Butha-Buthe) شهری در ناحیه بوتا-بوته کشور لسوتو است. این شهر که نام خود را از کوه بوتا-بوته در شمال شهر گرفته، در مرز شمالی لسوتو قرار دارد. معنای نام این شهر "جایگاه خوابیدن" است. بوتا-بوته در سرشماری ۲۰۱۶ جمعیتی برابر با ۳۵٬۱۰۸ نفر داشت.